# Lomographa angelica
Lomographa angelica är en fjärilsart som beskrevs av William Schaus 1923. Lomographa angelica ingår i släktet Lomographa och familjen mätare. Inga underarter finns listade i Catalogue of Life.